# Jaych al-Chamal
Jaych al-Chamal (arabe : جيش الشمال, « L'Armée du Nord ») est un groupe rebelle de la guerre civile syrienne.

## Histoire
Jaych al-Chamal est fondé à Azaz en le 1er janvier 2016. Le groupe est affilié à l'Armée syrienne libre. En novembre 2016, il rallie le Harakat Nour al-Din al-Zenki, mais s'en sépare en janvier 2017 et redevient indépendant. Il aurait formé un bataillon féminin appelé la Katibat Ahrar al-Chamal.
Jaych al-Chamal affiche dès sa fondation sa volonté de combattre les Forces démocratiques syriennes, qui menacent alors Azaz. En mai 2016, le groupe revendique l'assassinat d'une commandante des YPG et de son assistant,. En 2018, le groupe prend part à la bataille d'Afrine.